# Syndrome de Stockholm
 Mise en garde médicale
Le syndrome de Stockholm est un concept proposé pour expliquer l'attachement psychologique de victimes ou d'otages envers leurs bourreaux. 
L'expression doit son nom à l'analyse du psychiatre suédois Nils Bejerot : à l'issue d'une prise d'otages sur laquelle il doit intervenir, et qui a lieu à Stockholm en 1973, les victimes n'ont pas souhaité poursuivre en justice leurs ravisseurs. Bejerot formule alors ce concept, le liant à une série de critères spécifiques.
Les conclusions de Bejerot ont été fortement critiquées par les otages de 1973 eux-mêmes, certains estimant avoir été plus mis en danger par la police et son psychiatre que par les preneurs d'otages. Le concept proposé par Bejerot, bien que fortement utilisé dans la culture populaire, n'a toutefois jamais été identifié comme un syndrome dont l'existence scientifique est avérée, ou un réel diagnostic psychiatrique. 

## Origine

### Prise d'otage de 1973 à Stockholm
Le 23 août 1973, un prisonnier récemment libéré, Jan Erik Olsson, tente de commettre un braquage dans l'agence de Kreditbanken (en) du quartier de Norrmalmstorg à Stockholm, à une heure où la succursale vient d'ouvrir et n'a pas encore de clients. Lorsqu'il tire une rafale de pistolet-mitrailleur en l'air, des dizaines d'employés s'enfuient ou se jettent au sol. L'intervention des forces de l'ordre l'incite à se retrancher dans la banque où il relâche le personnel, ne prenant en otage que quatre personnes, trois femmes et un homme. Il demande aux négociateurs 3 millions de couronnes, des armes, un gilet pare-balles et un avion pour s'enfuir, et obtient la libération de son compagnon de cellule, Clark Olofsson (en), qui peut le rejoindre. Les deux hommes et leurs otages se retranchent dans la chambre forte de la banque. Pendant les six jours de négociation, les employés font confiance à leurs ravisseurs et se méfient des forces de l'ordre. 
Le 25 août, un policier prend l'initiative de refermer la porte de la salle des coffres ; les six personnes sont prises au piège. Malgré le cloisonnement, otages et ravisseurs finissent par développer un sentiment mutuel d'estime et de sympathie. La police perce des trous dans le plafond de la chambre forte et fait usage de gaz anesthésiants, ce qui permet leur libération le 28 août. Les forces de l'ordre assistent alors à des scènes surréalistes au moment de cette libération. Les employés refusent d'être secourus mais Kristin, l'une des otages, sténographe dans la banque, exige tout de même que les otages passent devant, de peur que les deux criminels soient abattus par la police. Avant de sortir de la chambre forte, criminels et otages se prennent dans les bras et se disent au revoir chaleureusement. Après l'arrestation des criminels, les otages refusent de témoigner à charge, se cotisent pour assurer les frais de la défense des deux hommes et vont leur rendre visite en prison,.
Sur les quatre otages, deux quitteront leur emploi par la suite, l'une devenant infirmière, l'autre assistante sociale. 

### Polémique
Les faits survenus lors de la prise d'otage de 1973 auraient été relatés d'une manière biaisée par le psychiatre chargé de l'affaire, Nils Bejerot. La police aurait fait preuve d'un manque de maîtrise de l’évènement, rendant la situation plus dangereuse et instable qu'elle ne l'était déjà. C'est ce qui aurait amené les otages à craindre pour leur vie, non pas à cause des preneurs d'otages, mais des forces de l'ordre. 
À la fin de la prise d'otage, les vives critiques émises par Kristin Enmark sur le comportement dangereux de la police et de Bejerot pendant les 6 jours de la prise d’otages ont alors été évaluées par ce dernier comme incohérentes, sous le prétexte d'un syndrome traumatique qu'il venait d'inventer. Cette évaluation psychiatrique le dédouana ainsi de toutes critiques dans la gestion de l’événement. Durant sa captivité, Enmark avait demandé à parler avec Bejerot par radio, qui refusa. Enmark dira alors : « [La police] est en train de jouer avec nos vies. Et ils ne veulent même pas parler avec moi, qui suis celle qui va mourir si quelque chose se passe ».
Le concept du syndrome de Stockholm est également critiqué a posteriori, sa conception ayant été faite spécifiquement afin d'expliquer le comportement — irrationnel pour le psychiatre de l'époque — des victimes de la prise d'otages de 1973. Les témoignages auraient également été interprétés dans une dimension très sexualisée selon Cecilia Ase, professeure en études de genre de l'université de Stockholm. Le comportement décrit par ce syndrome serait seulement un mécanisme de défense de la victime pour affronter sa situation en l'absence d'aide et non pas un problème psychiatrique.

## Autre exemple célèbre
En 1974, l'héritière Patricia Hearst est enlevée par les membres de l'Armée de libération symbionaise. Durant son emprisonnement, elle décide apparemment de rejoindre leurs rangs et participer à leurs actions, ce qui est considéré comme l'exemple le plus marquant du syndrome.

## Description
Dans La Peur de la liberté, Erich Fromm énonce en 1940 les bases psychologiques causant ce syndrome, sans le nommer ainsi[réf. nécessaire] : il décrit la vénération de l'enfant envers un père despotique et autoritaire ainsi que son identification avec lui, comme un moyen d’échapper à l'angoisse que lui provoquerait la confrontation ainsi que pour éviter le sentiment de culpabilité que lui procurerait le fait de le haïr. Il décrit ce même phénomène dans la relation que le citoyen d'un régime despotique entretient avec le dictateur. L'amour ou la vénération deviennent ainsi des palliatifs qui résolvent « magiquement » toute la complexité conflictuelle de la situation.
Le comportement des victimes dans le syndrome de Stockholm est décrit et analysé en 1978 par le psychiatre américain Frank Ochberg,. Il le définit selon trois critères :
- le développement d'un sentiment de confiance, voire de sympathie des otages vis-à-vis de leurs ravisseurs ;
- le développement d'un sentiment positif des ravisseurs à l'égard de leurs otages ;
- l'apparition d'une hostilité des victimes envers les forces de l'ordre.

Pour que ce « syndrome » puisse apparaître, trois conditions sont relevées comme nécessaires par Ochberg :
- l'agresseur doit être capable d'une conceptualisation idéologique suffisante pour pouvoir justifier son acte aux yeux de ses victimes ;
- il ne doit exister aucun antagonisme ethnique, aucun racisme, ni aucun sentiment de haine des agresseurs à l'égard des otages ;
- il est nécessaire que les victimes n'aient pas été préalablement informées de l'existence de ce syndrome (dans certains cas, l'agresseur peut faire preuve d'une conceptualisation idéologique capable de convaincre une victime préalablement informée du syndrome).

Cette modalité psychique d'adaptation à toutes sortes de situations traumatiques a été abordée également par la psychiatre et psychanalyste Janine Puget à la fin des années 1980.
En 2003, un ancien Superintendant, Ian K. McKenzie, présente dans la revue anglo-saxonne Journal of Police Crisis Negotiations une définition qui se veut scientifique, « basée sur l'expérimentation », à destination des professionnels qui seraient confrontés à une prise d'otages.
Le syndrome de Stockholm peut être vu comme une manifestation inconsciente de survie : le sujet concerné, en s'attirant la sympathie de l'agresseur, peut se croire partiellement hors du danger, voire susceptible d'influencer les émotions de l'agresseur. Si la pacification débouche sur une fraternisation, il peut même imaginer sauver sa vie.  C'est en fait surtout de sa propre angoisse que le sujet se protège, car le danger est toujours réel : l'agresseur n'a pas lancé son action sans être prêt à toutes ses conséquences[citation nécessaire].
Le syndrome de Stockholm est un syndrome émergent psychotique comme on en observe parfois dans les situations extrêmes, y compris si le sujet n'a pas une personnalité psychotique[réf. nécessaire].
Ce même type de relation a été constaté chez certains « collabos » envers les forces d'occupation pendant la guerre[réf. nécessaire].
Pour le psychanalyste et docteur en psychopathologie Saverio Tomasella, le syndrome de Stockholm ne découle pas seulement de la fragilisation de la personne prise en otage, « soulagée d'avoir échappé au pire, notamment à sa mise à mort », donc étrangement reconnaissante envers son agresseur, « il est la marque d'une effraction gravissime de l'intériorité de l'être humain qui a vécu, en direct et impuissant, le rapt de son identité subjective ».

## Mécanismes similaires
- Identification à l'agresseur : le mécanisme du syndrome de Stockholm peut se rapprocher des découvertes du psychanalyste Sándor Ferenczi[11] – qui amènent Anna Freud à théoriser le concept d'« identification à l'agresseur » (Le moi et les mécanismes de défense, 1936)[12]. Erich Fromm dans La peur de la liberté étend ce concept à identification à l'autorité ou à l'idéologie dominante.
- Syndrome de Lima : syndrome similaire s'appliquant aux ravisseurs lorsque ceux-ci sont influencés par le point de vue de l'otage, dont le nom est basé sur une prise d'otages où les ravisseurs libèrent de nombreux prisonniers, et ne peuvent mettre leurs menaces à exécution au moment de l'assaut par les forces de l'ordre[13].
- Relation entre le dictateur et son peuple : la haine envers le dictateur, ajoutée à la peur qu'elle puisse être découverte, provoque dans le sujet une simulation de sympathie à laquelle le sujet finit par croire. Il y a un mécanisme de refoulement capable de se transformer en admiration ou idolâtrie. Ernesto Sábato dans Nunca más commente l'existence d'apologistes de la dictature qui ont eu une sensation de s'être « réveillés » après sa chute[réf. nécessaire].
- Dans son livre Femmes de droite, Andrea Dworkin décrit comment des femmes peuvent paradoxalement se montrer hostiles envers des idéologies visant à les émanciper, parfois au point de les combattre activement. D'après elle, les femmes concernées chercheraient à obtenir des privilèges de leur oppresseur, ce dernier ne les percevant plus comme une menace à sa suprématie. Dans les faits, ces privilèges se révèlent toutefois très relatifs, voire illusoires[réf. nécessaire].
- Violence conjugale[réf. nécessaire]
- Maltraitance[réf. nécessaire]
- Éducation parentale (avec violence et contrainte)[réf. nécessaire]

Dans ces trois derniers cas, les individus battus ne se plaignent pas, n'osent pas résister ou dénoncer et, malgré des moments de doute, croient (devoir) éprouver de l'affection pour leur(s) tortionnaire(s), qu'ils idéalisent[réf. souhaitée].

## Culture

### Musique
- opéra Ariane et Barbe-Bleue de Paul Dukas, conte musical sous-titré "Le Refus de la délivrance" créé en 1907 à Paris
- Sweden Syndrome, titre de la chanteuse française Julie Zenatti issu de l'album Plus de diva
- Stockholm syndrome, titre de la chanteuse Sofia Karlberg
- Ich will, single et clip de Rammstein qui relate le fait-divers
- Stockholm Syndrome, du groupe Muse
- Stockholm Syndrome, du groupe Blink-182
- Stockholm Syndrome, du groupe Yo La Tengo
- Stockholm, du groupe de rap Columbine
- Syndrome de Stockholm, du rappeur Sefyu, avec la participation de Médine
- Le Syndrome, de Jazzy Bazz
- Syndrome de Stockholm, du groupe Gerbia
- Syndrome, du groupe Volo
- La Télévision, de Daran (« C'est comme le syndrome de Stockholm inverse »)
- Stockholm 1973, du groupe Sourya
- Le Syndrome de Stockholm, de Deja vu
- Le Syndrome de Stockholm, de MC Solaar
- Non merci, de MC Solaar
- Stockholm Syndrome, du groupe normand Draft
- Stockholm Syndrome, du groupe punk de Limoges Attentat Sonore
- Stockholm Syndrome, du groupe suédois (originaire de Stockholm !) Nom de Guerre
- Dans le morceau Jeune de Banlieue du rappeur Disiz, issu de l'album Les Histoires extraordinaires d'un jeune de banlieue, le chanteur déclare avoir le syndrome de Stockholm
- Matador, du groupe Mickey 3D, dont le refrain est « On a vu des taureaux aimer les toreros »
- Lettre à la République, du rappeur Kery James
- CLMD vs. KISH feat. Fröder - The Stockholm Syndrome
- Stockholm, single de Oldelaf de l'album Dimanche
- Stockholm Syndrome, sur l'album Four des One Direction
- Dans sa chanson Laisser faire, le groupe Boulevard des Airs mentionne le syndrome de Stockholm.
- Stockholm de Louis Delort où il parle du syndrome de Stockholm.
- Ainauria du groupe de rap basque Norte Apache (eu)
- Stockholm de l'album Nusky de Nusky
- "Stockholm" de l'album "Grand Paon de Nuit" de Palatine

### Films et séries
- Hijacking, dans le film danois sorti en 2012, l'équipage du navire danois développe petit à petit de la sympathie et de l'amitié avec leurs assaillants.
- Le monde ne suffit pas, un film de James Bond, (sorti en 1999), dans lequel le personnage d'Elektra King (incarné par Sophie Marceau), est atteinte du syndrome de Stockholm après avoir été enlevée par le terroriste Renard.
- X-Files, saison 5 épisode 19, Folie à deux, l'agent Mulder évoque également à tort le « syndrome d'Helsinki » dans la version originale, au lieu du syndrome de Stockholm.
- Un monde parfait, de et avec Clint Eastwood, le petit garçon âgé de huit ans éprouve de l'empathie et de la compassion pour son ravisseur en l'aidant à se soigner de sa blessure par balle.
- Contre toi, de Lola Doillon, avec Kristin Scott Thomas, des sentiments naissent entre le ravisseur et sa victime. Ayant réussi à s'échapper, cette dernière va tout faire pour le retrouver. Dans le film, le ravisseur a pour patronyme « Ochberg ». Ce patronyme rappelle celui de Frank Ochberg, un des chercheurs qui met au jour le syndrome de Stockholm.
- Attache-moi ! de Pedro Almodóvar avec Victoria Abril et Antonio Banderas.
- Les Fugitifs de Francis Veber avec Gérard Depardieu et Pierre Richard, où Lucas (Gérard Depardieu) finit par se prendre d'amitié et de compassion pour François (Pierre Richard) alors qu'il a reçu une balle dans la cuisse tirée par ce dernier.
- Dans Piège de cristal de John McTiernan en 1988, le "Syndrome de Stockholm" est mal nommé "Syndrome de Helsinki" par un journaliste, accentuant l'ignorance médiatique dans une scène satirique critiquant le sensationnalisme des médias.
- Dans la saga Saw, Amanda Young développe ce syndrome à un niveau extrême après avoir survécu à un piège de Jigsaw.
- Les Simpson : Homer Simpson est pris en otage par un conducteur de taxi sans licence, à Rio de Janeiro au Brésil, et sympathise avec ses ravisseurs, allant même jusqu'à faire un album-photos avec ces derniers.
- Dans la série Ghost Whisperer, une femme a été victime de ce syndrome (saison 4 - épisode 10)
- Le film Pour cent briques, t'as plus rien..., les otages se retrouvent liés d'amitié aux preneurs d'otage, se partageant le butin de leur libération
- Le Voyou,film français 1970 : Janine (Danièle Delorme) tombe amoureuse de Simon (Jean-Louis Trintignant), son agresseur. (Le film datant de 1970,et l'appellation syndrome de Stockholm datant de 1973,le syndrome de Janine n'était pas désigné ainsi à l'époque)
- Un après-midi de chien (Dog Day Afternoon), film américain réalisé par Sidney Lumet en 1975.
- Sugarland Express (The Sugarland Express, film américain de 1974 par Steven Spielberg) : le policier pris en otage sympathise avec le couple qui l'a enlevé. Il les met en garde contre les peines encourues tout au long du film, et leur dit même qu'ils vont tomber dans un piège tendu par la police, lorsqu'ils veulent aller chercher leur fils dans une maison.
- Hatufim, série israélienne, où le syndrome de Stockholm est le ressort essentiel du scénario. L’épisode 4 de la saison 2 est d'ailleurs construit autour du cours d'une psychologue sur le syndrome de Stockholm.
- Homeland, série américaine (s'inspirant de Hatufim), raconte le retour d'un prisonnier américain « retourné » pendant sa captivité par Al Qaida.
- La piel que habito, film sorti en 2011 de Pedro Almodóvar avec Antonio Banderas.
- La casa de papel, série espagnole réalisée par Álex Pina, où quelques otages se lient d'affection voire d'amour avec leurs ravisseurs lors du braquage de la fabrique nationale de la monnaie et du timbre à Madrid, notamment lorsque Mónica Gaztambide tombe amoureuse de l'un des braqueurs, Denver.
- Money Monster (2016) : Lee Gates (George Clooney) est pris en otage par Kyle Budwell (Jack O'Connell) sur un plateau de TV, va progressivement le prendre en sympathie et le protège lors de leur cheminement dans les rues de Manhattan.
- Stockholm (2018) : le film est basé sur l’histoire vraie du braquage de banque en 1973 et de la prise des otages à Stockholm.
- La série Clark (de 2022), diffusée par Netflix, dont le héros est Clark Ollofson et qui raconte lui-même son histoire d'une façon amusante et romancée.

### Émissions de radio
- Affaires sensibles, sur France Inter : « Le syndrome de Stockholm – les lois de l'attraction » ; émission du 20 mars 2019 présentée par Fabrice Drouelle ; Invité : Michel Peyrard.

### Autres
- Un roman de Stephen King, Rage, dans lequel un collégien abat l'un de ses professeurs et prend l'ensemble de la classe en otage ; à la fin du roman, la quasi-totalité des élèves otages prennent fait et cause pour leur camarade qui les séquestre.
- La bande dessinée Inspecteur Moroni, tome 3 : Le Syndrome de Stockholm de Guy Delisle sur ce sujet.
- Un roman de Lucy Christopher dont le titre est Lettre à mon ravisseur (en), dans lequel une jeune fille est enlevée dans un aéroport et écrit une lettre à son ravisseur en y développant les divers sentiments qui la secouent durant son enlèvement.
- Solid Snake y fait allusion dans le jeu vidéo Metal Gear Solid en référence à la relation entre Sniper Wolf et le docteur Hal Emmerich.
- Le roman de George Orwell, 1984 se termine sur l'introspection de Winston, fortement torturé dans les locaux du ministère, puis relâché, et se découvrant alors sincèrement « aimer Big Brother ».
- Dans le jeu vidéo Payday 2, où le joueur incarne un braqueur, la compétence Syndrome de Stockholm peut être apprise afin que les otages puissent réanimer le personnage du joueur s'il est neutralisé par la police.